# Кокс, Майкл (писатель)
Майкл Эндрю Кокс (англ. Michael Andrew Cox, 25 ноября 1948 — 31 марта 2009) — английский писатель и редактор.

## Биография
Майкл Кокс родился 25 октября 1948 года в семье, работавшей в обувной промышленности. Посещал гимназию Веллингборо (ныне известную как Школа Ренна), позже, в 1971 году, окончил колледж Святой Екатерины в Кембридже. Он изучал английский язык и намеревался стать университетским преподавателем, но вместо этого подписал контракт с звукозаписывающей группой EMI, выпустив в начале десятилетия два альбома и несколько синглов под псевдонимом Мэтью Эллис на лейбле Regal Zonophone . Впоследствии он также записал альбом для DJM и синглы для различных лейблов (таких, как Obie Clayton).
Кокс посвятил оба своих романа Диззи Крокетт, на которой женился в 1973 году. Позже у них родилась дочь. В 1977 году он присоединился к издательской группе Thorsons Publishing Group (позднее вошедшей в состав Harper Collins). Первой книгой Кокса была биография Монтегю Родса Джеймса, писателя викторианской эпохи (писавшего в основном в жанре историй о привидениях), которая была опубликована в 1983 году издательством Oxford University Press. В период с 1983 по 1997 год он составил и отредактировал несколько антологий викторианских рассказов для Oxford University Press. Первые две анталогии были совместно отредактированы с Р. А. Гилбертом.
В 1989 году Кокс присоединился к издательству Oxford University Press, где стал старшим редактором: составил «A Dictionary of Writers and their Works» (1991) и «The Oxford Chronology of English Literature» (2002). Его первый роман «Смысл ночи» был опубликован в 2006 году и вошел в шорт-лист премии «Costa first novel award» 2006 года. Вдохновленный такими авторами, как Чарльз Диккенс, Уилки Коллинз и Мэри Элизабет Браддон, действие романа разворачивается в Лондоне 1850-х годов, и в Эвенвуде, идиллическом загородном поместье — оба одинаково полны загадок. За ним последовал сиквел, «Стекло времени», действие которого разворачивается двадцать лет спустя.

## Проблемы со здоровьем
В апреле 2004 года Кокс начал терять зрение в результате редкого рака сосудов, гемангиоперицитомы. При подготовке к операции ему прописали стероидный препарат дексаметазон, одним из эффектов которого был временный прилив умственной и физической энергии. Это, в сочетании с осознанием того, что его слепота может вернуться, если лечение не будет успешным, побудило Майкла, наконец, начать серьезно писать роман, над которым он размышлял более тридцати лет и который до того времени существовал только как случайный набор заметок и черновиков. После операции продолжил работать над романом, названным Смысл ночи, и в январе 2005 года, после аукциона в Великобритании, роман был продан издателю Джону Мюррею за 430 000 фунтов стерлингов. Майкл Кокс умер от рака 31 марта 2009 года.